# رود کولاآ
رود کولاآ (روسی: Колласйоки) یک رودخانه در جمهوری کارلیای کشور روسیه است.